# Modicogryllus minutus
Modicogryllus minutus är en insektsart som först beskrevs av Lucien Chopard 1954.  Modicogryllus minutus ingår i släktet Modicogryllus och familjen syrsor. Inga underarter finns listade i Catalogue of Life.